# Varsányi Gyula
Varsányi Gyula, született Klein (Varsány, 1863 – Budakeszi, 1908. augusztus 21.) költő, író, újságíró.

## Élete
Szülei (Klein Bernáth és Abelest Fáni) kereskedelmi pályára szánták, de ezt elhagyva a Magyar Családi Lapok szerkesztőségébe lépett be. Miután ez a lap megszűnt, 1886-ban csatlakozott az Új Nemzedékhez és társszerkesztője lett. Két drámája – az Uria és a Kun László – akadémiai pályadíjat nyert. Rózsabokor címmel vígjátékot is írt. Utolsó éveiben súlyos tüdőbajtól szenvedett. 1908-ban a budakeszi Erzsébet Királyné Szanatóriumban hunyt el.

## Főbb művei
- Varsányi Gyula költeményei (Budapest, 1885)
- Ipolyvölgyi dalok (Budapest)
- Balatonvidéki dalok (Budapest)
- Uria (Budapest, 1889)
- Mulandóság 1883 – 1893 (Budapest, 1893)
- Vallomások (Újabb versek, Budapest, 1894)
- Kun László (Budapest, 1905)